# 舞浜

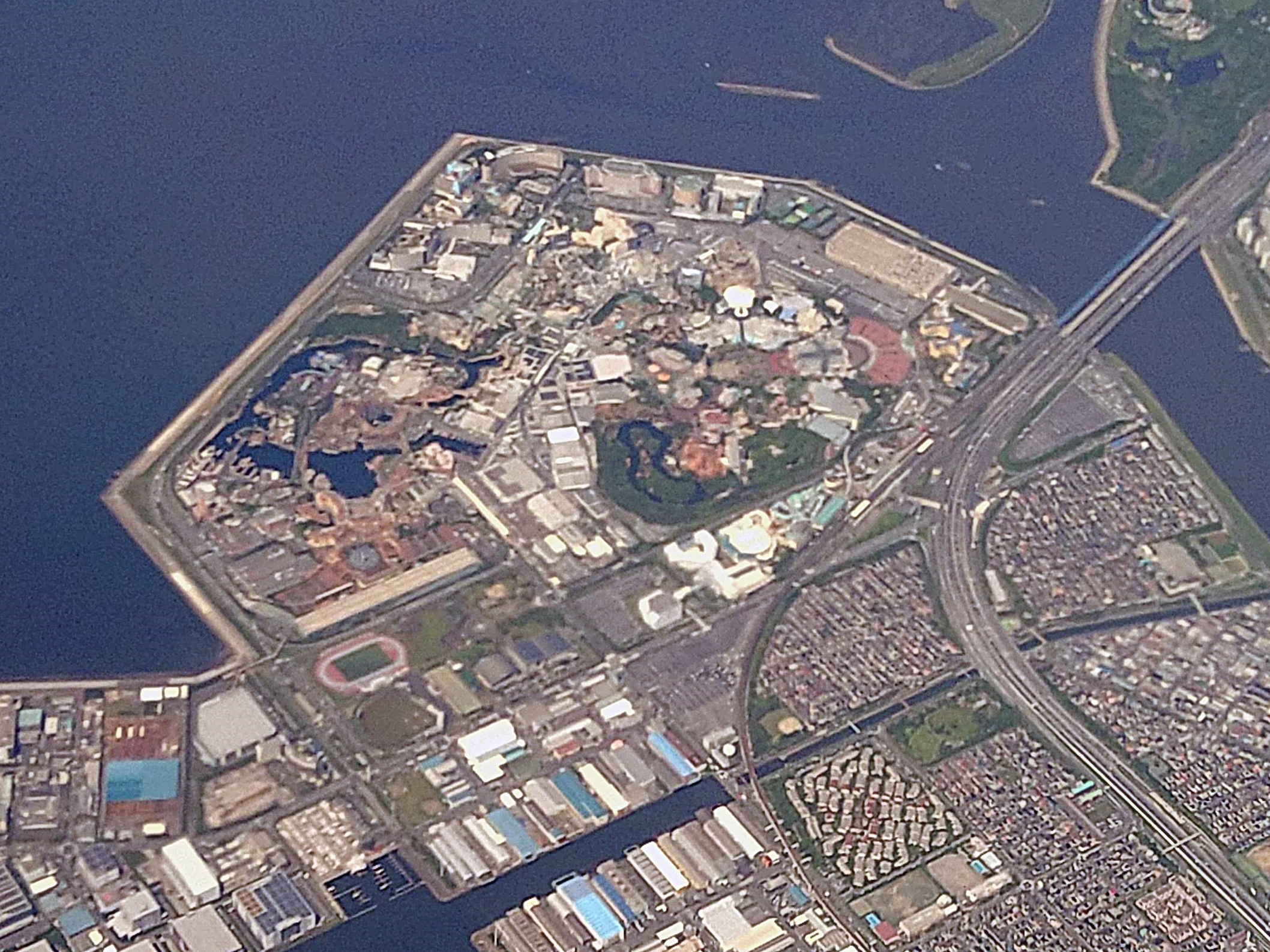
東京ディズニーリゾートを空撮（2023年）

舞浜（まいはま）は、千葉県浦安市の町丁である。丁目のない地番表記の舞浜と、住居表示実施済みの舞浜二丁目および舞浜三丁目がある。郵便番号は279-0031。

## 地理概要
第1期海面埋立事業によって作られた中町地区に位置する、浦安市最西端の町であり、同市は同町一帯をアーバンリゾートゾーンとしている。東は千鳥・鉄鋼通り、西は旧江戸川を挟んで東京都江戸川区臨海町・南葛西（旧・堀江町）、南は東京湾、北は富士見・弁天と接している。
二丁目と三丁目は存在するが、一丁目は存在しない。昭和62年10月に住居表示を実施した際、過去に北栄地区で浦安駅を起点に一丁目と付番した経緯を踏襲し、建築予定段階であった舞浜駅を起点として住居表示を行った。ただし、駅周辺はまだ住居表示ができる段階ではなかったため、条件が整った時に舞浜駅周辺を一丁目とする予定として、二丁目・三丁目のみ住居表示が実施された。その後、駅は完成したが、「舞浜一丁目」を予定していた地区には住居がないため、住居表示を実施していないのが現状である。なお、東京ディズニーリゾート（東京ディズニーランド・東京ディズニーシー・オリエンタルランド本社・イクスピアリなど）の所在地は「舞浜1-1」と表記されるが、これは「舞浜1番地1」を略したものである。
地番表記の「舞浜（丁目なし）」は、JR京葉線舞浜駅、舞浜大橋、東京ディズニーリゾート関連施設、浦安市総合運動公園の所在地である。
舞浜ローズタウン前交差点から、舞浜交差点、運動公園前交差点までをつなぐ通りを境として、住宅街（京成ローズタウン等）が広がる舞浜二丁目・三丁目となる。首都高速湾岸線より北側が二丁目、南側が三丁目である。

### 地価
住宅地の地価は、2017年（平成29年）の公示地価によれば、舞浜3-27-9の地点で31万3000円/m2となっている。浦安市内で最も地価が高く、千葉県内でも3番目に高い。

## 沿革
- 1975年（昭和50年）11月29日 - 第1期海面埋立事業により、東葛飾郡浦安町舞浜を新設。
- 1981年（昭和56年） 4月1日 - 人口増加で市制施行。東葛飾郡から離脱し浦安市舞浜となる。
- 1983年（昭和58年）4月15日 - 舞浜1番地1に東京ディズニーランド開園。
- 1987年（昭和62年）10月12日 - 住居表示実施により、舞浜の一部が浦安市舞浜二丁目・三丁目となる。

## 地名の由来
浦安市公式サイトでは、日本の代表的な神楽舞「浦安の舞」にちなんで名付けられたと説明されている。
なお、以前には東京ディズニーランドのモデルになったウォルト・ディズニー・ワールド・リゾートがあるアメリカ合衆国フロリダ州の観光地・マイアミビーチから「舞浜」と名付けられたとの説もあり、「浦安市史」（1985年3月発行）や、2019年8月時点での浦安市公式サイトでもこの説が記載されていた。しかし、後に浦安市が市史の記述を検証した際に、1975年11月29日の町議会で、当時の町長である熊川好生が「浦安の舞にちなんで舞浜と名付けた」と説明し可決されたという事実が再確認されたことから、浦安市公式サイトにおける同記述の差し替えが行われた。ただし、町議会の可決から10年後の市史に「マイアミビーチ説」が登場した理由は定かではないという。
一方、浦安青年会議所によると、オリエンタルランド社内でも当時の浦安町からの依頼を受けて、新地名についての社内公募が行われ、「四季」が一時内定していた。しかし、読みの「しき」が「死期」を連想させ、語呂が悪いことから却下されたとしている。

## 町名の変遷
「舞浜」新設時
| 実施後 | 実施年月日       | 実施前（各町名ともその一部） |
| ------ | ---------------- | ---------------------------- |
| 舞浜   | 昭和50年11月29日 | （地名なし）                 |

住居表示実施時
| 実施後     | 実施年月日       | 実施前（各町名ともその一部） |
| ---------- | ---------------- | ---------------------------- |
| 舞浜二丁目 | 昭和62年10月12日 | 舞浜                         |
| 舞浜三丁目 | 昭和62年10月12日 | 舞浜                         |

## 世帯数と人口
2023年（令和5年）11月30日現在の世帯数と人口は以下の通りである。
| 丁目       | 世帯数    | 人口    |
| ---------- | --------- | ------- |
| 舞浜二丁目 | 912世帯   | 1,982人 |
| 舞浜三丁目 | 736世帯   | 1,556人 |
| 舞浜       | 20世帯    | 20人    |
| 計         | 1,668世帯 | 3,558人 |

## 小・中学校の学区
市立小・中学校に通う場合、学区は以下の通りとなる。
| 町丁       | 番地          | 小学校               | 中学校               |
| ---------- | ------------- | -------------------- | -------------------- |
| 舞浜       | 2番地         | 浦安市立見明川小学校 | 浦安市立見明川中学校 |
| 舞浜       | 1番地、35番地 | 浦安市立舞浜小学校   | 浦安市立堀江中学校   |
| 舞浜二丁目 | 全域          | 浦安市立舞浜小学校   | 浦安市立堀江中学校   |
| 舞浜三丁目 | 全域          | 浦安市立見明川小学校 | 浦安市立見明川中学校 |

## 施設
- 浦安市立舞浜小学校 二丁目1番1号
- 舞浜認定こども園 二丁目1番2号
- 浦安市役所舞浜駅前行政サービスセンター 25番地2
- 浦安市運動公園 2番地
  - 総合体育館 2番地
- JR京葉線舞浜駅
  - ホテルドリームゲート舞浜 26番地5
  - サイゼリヤ舞浜駅前店 26番地5
  - ベックスコーヒー舞浜店 26番地
  - スターバックス舞浜駅店 26番地5
  - ニューデイズ舞浜店 26番地5
- 浦安市舞浜駅前第1自転車駐車場 15番地1
- 首都高速湾岸線舞浜入口
- 東京ディズニーリゾート
  - 東京ディズニーランド　1番地1
  - 東京ディズニーシー 1番地1
  - イクスピアリ 1番地4
  - 舞浜アンフィシアター 2番地50
  - ボン・ヴォヤージュ
  - 三井住友銀行東京ディズニーランド出張所
- 株式会社オリエンタルランド 本社 1番地1
  - 舞浜コーポレーション 35番地1
  - ミリアルリゾートホテルズ 2番地18
- ディズニーリゾートライン
  - リゾートゲートウェイ・ステーション駅 1番地13
  - 東京ディズニーランド・ステーション駅
  - ベイサイド・ステーション駅
  - 東京ディズニーシー・ステーション駅
- ディズニーホテル
  - 東京ディズニーランドホテル 29番地1
  - 東京ディズニーシー・ホテルミラコスタ 1番地13
  - ディズニーアンバサダーホテル 2番地11
  - 東京ディズニーリゾート・トイ・ストーリーホテル 1番地47
  - 東京ディズニーシー・ファンタジースプリングスホテル 1番地2
- オフィシャルホテル(東京ディズニーリゾート内)
  - 東京ベイ舞浜ホテル ファーストリゾート 1番地6
  - シェラトン・グランデ・トーキョーベイ・ホテル 1番地9
  - グランドニッコー東京ベイ 舞浜 1番地7
  - 東京ベイ舞浜ホテル 1番地34
  - ヒルトン東京ベイ 1番地8
  - ホテルオークラ東京ベイ 1番地6
- 千葉日石（株）メテオ舞浜リゾート店 35番地3